# Moulin à eau de la rivière Trois-Saumons de Saint-Jean-Port-Joli

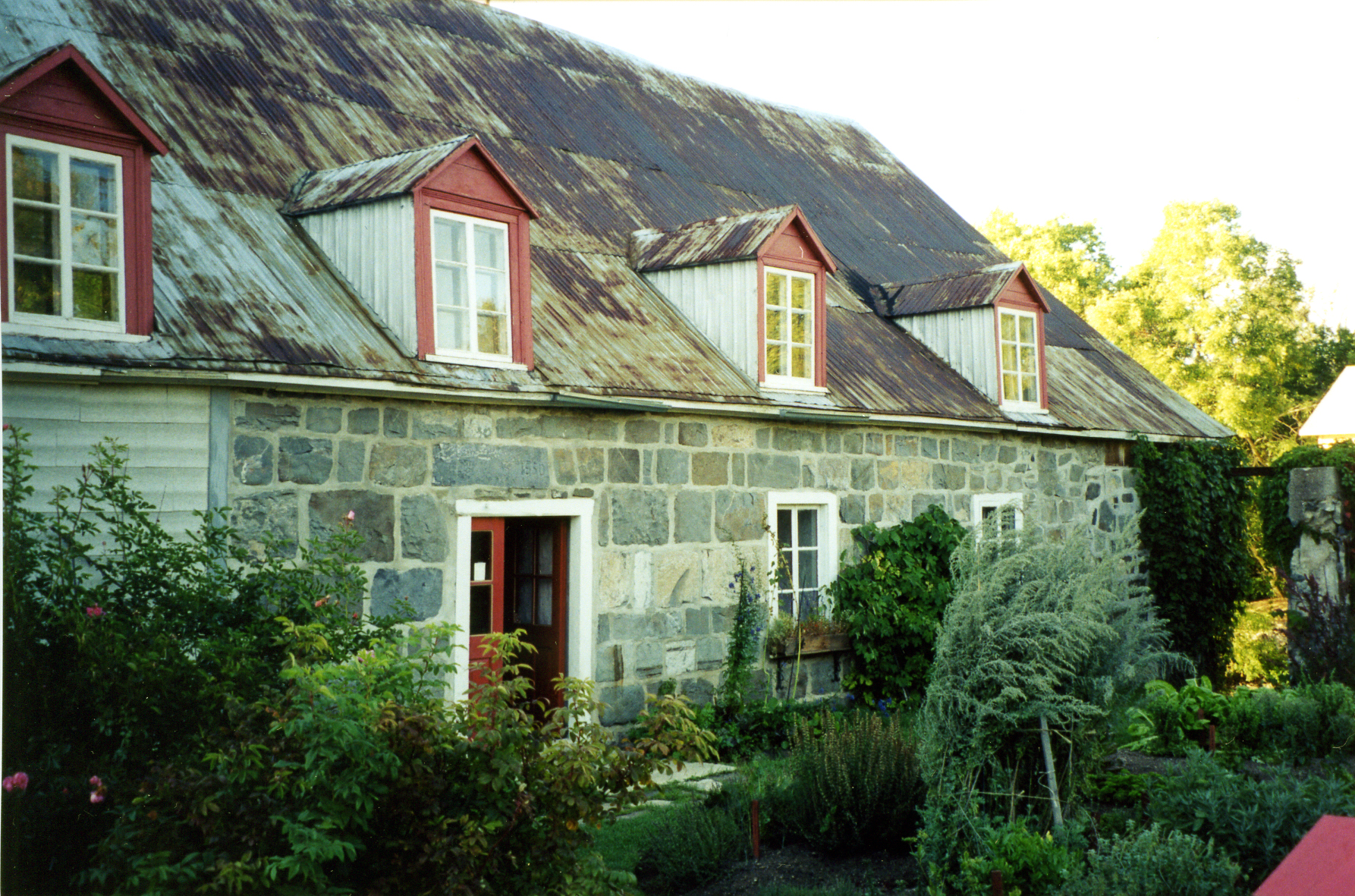
Moulin de la rivière Trois-Saumons, situé à Saint-Jean-Port-Joli, en 2001.

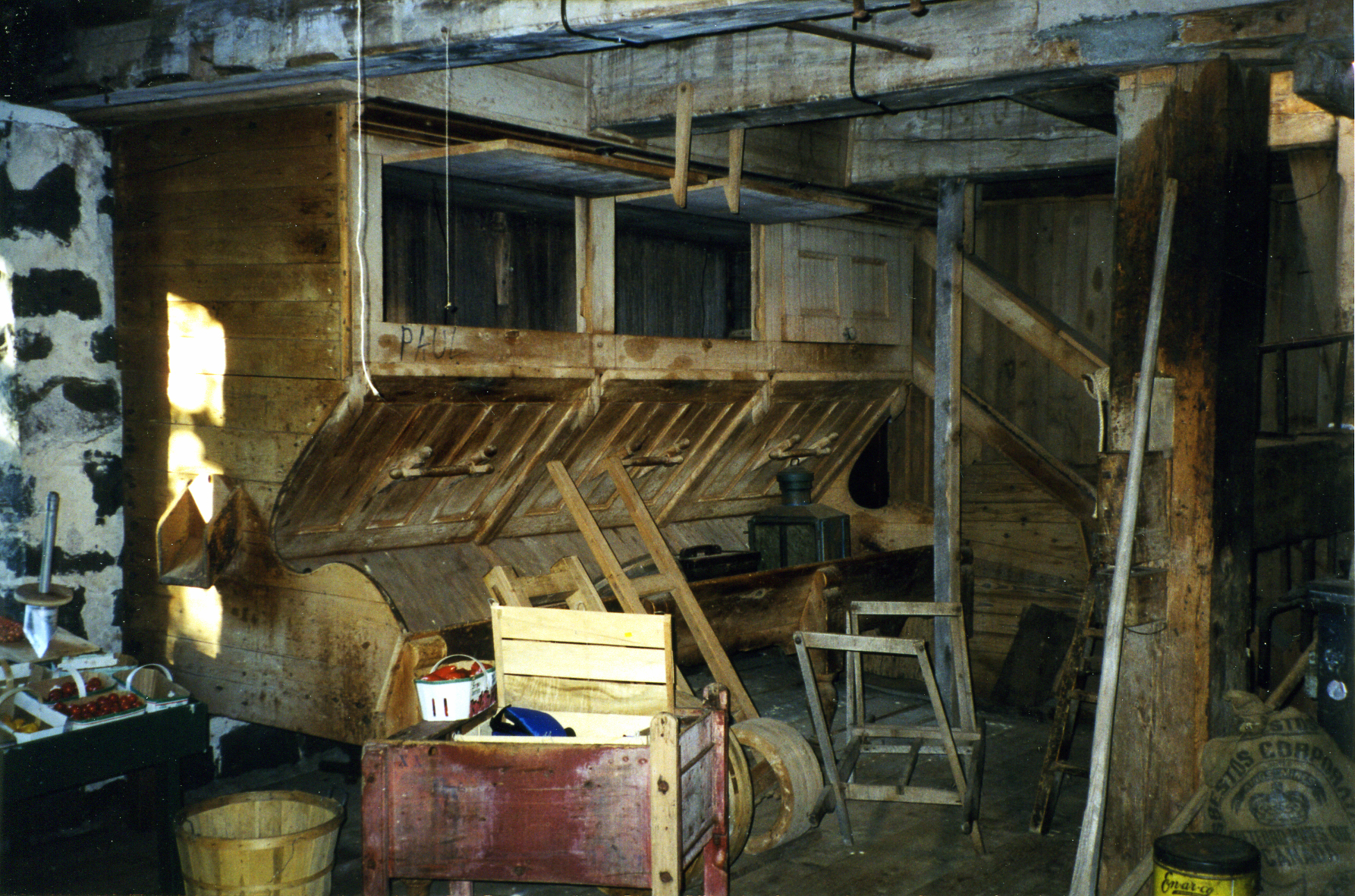
Bluteau du Moulin de la rivière Trois-Saumons, situé à Saint-Jean-Port-Joli, en 2001.

Le moulin à eau de la rivière Trois-Saumons de Saint-Jean-Port-Joli est l'un des derniers moulins à eau du Québec au Canada.